# فلسطين الخلابة وسيناء ومصر

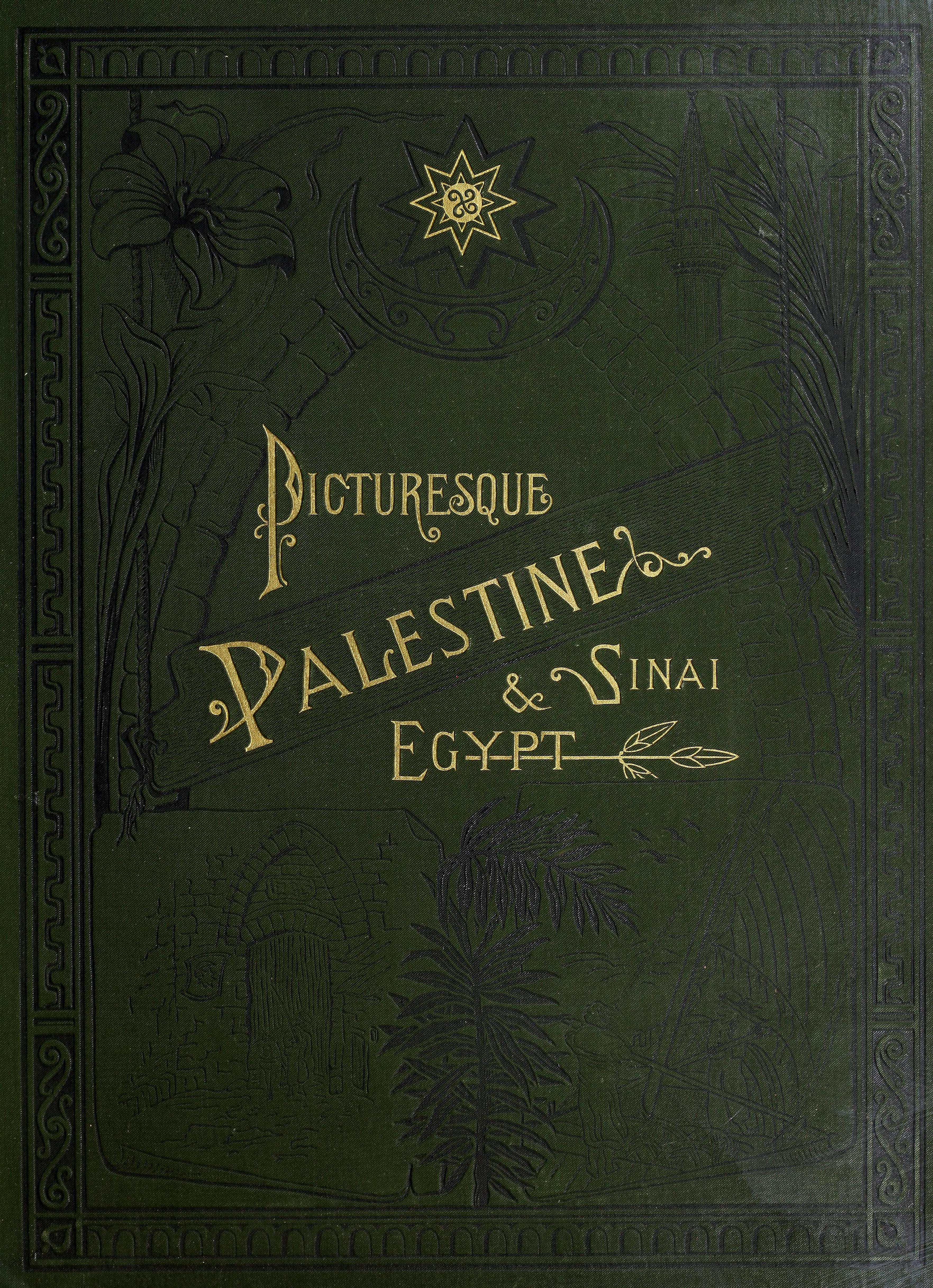
غلاف الطبعة الأولى

فلسطين الخلّابة وسيناء ومصر عبارة عن مجموعة من الكتب المصورة نشرتها شركة دي أبليتون وشركاه في أوائل ثمانينيات القرن التاسع عشر ضمن سلسلتهما أمريكا الخلابة [الإنجليزية] وأوروبا الخلابة [الإنجليزية]. حرره تشارلز ويليام ويلسون، بعد قيادته لمسح الذخائر في فلسطين ومسح جغرافيا فلسطين، صدرت سلسلة أبليتون بـ"مجلدين أو أربعة أقسام". أعيد طبعه في لندن عن دار JS Virtue & Co.، ونشر في أربعة مجلدات.
أعقبه في عام 1884 كتاب "الحياة الاجتماعية في مصر" لستانلي لين بول، وهو نوع من التتمة وصف نفسه بأنه "مكمل لفلسطين الخلابة "، وقد يوصف أحياناً على أنه "المجلد الخامس" من السلسلة.

## النشر
حاول تشارلز ويلسون، وهو مهندس ملكي، تحسين الاستخبارات العسكرية البريطانية في عصر كان يُنظر فيه إلى التجسس على أنه "عمل غير مهذب" أو "عمل دون المستوى"، حتى نجح في تقليص دوره وانه سيكون قادرًا على الدفاع عن مصالح جهاز المخابرات. استكشف ودرس المناطق ذات الاهتمام العسكري. طوال القرن التاسع عشر، أصبحت الأرض المقدسة ذات أهمية متزايدة باعتبارها طريقًا بين أوروبا والمحيط الهندي: وهي مهمة بالنسبة لبريطانيا باعتبارها طريقًا أسرع إلى الهند وللقوى الأخرى باعتبارها طريقًا للالتفاف حول نقطة الاختناق التي كانت تسيطر عليها بريطانيا في جبل طارق. فهو قد زار القدس عام 1864، وقضى عشرة أشهر في إنتاج "مسح الذخائر في فلسطين" بمساعدة العمال المحليين وحتى القنصل البروسي. ومزج البحث في علم الآثار الكتابي مع الاستخبارات العسكرية والمدنية حول مجاري المياه وخطوط الدفاع. وبفضل المنح المقدمة من وزارة الخزانة، فقد بيعت الخرائط والصور الفوتوغرافية التفصيلية، ثم انضم إلى صندوق استكشاف فلسطين وأدار مسح غرب فلسطين، والذي كان أيضًا بمثابة "غطاء لرسم الخرائط العسكرية".
كانت الأعمال التي كتبت والصور التي رسمت "ناجحة للغاية"، حيث كسب كل من وودوارد وفين ما يقدر 10 ألاف دولار أمريكي سنويًا في عوائد الملكية الفكرية على مجلدات الأرض المقدسة.

## معرض الصور

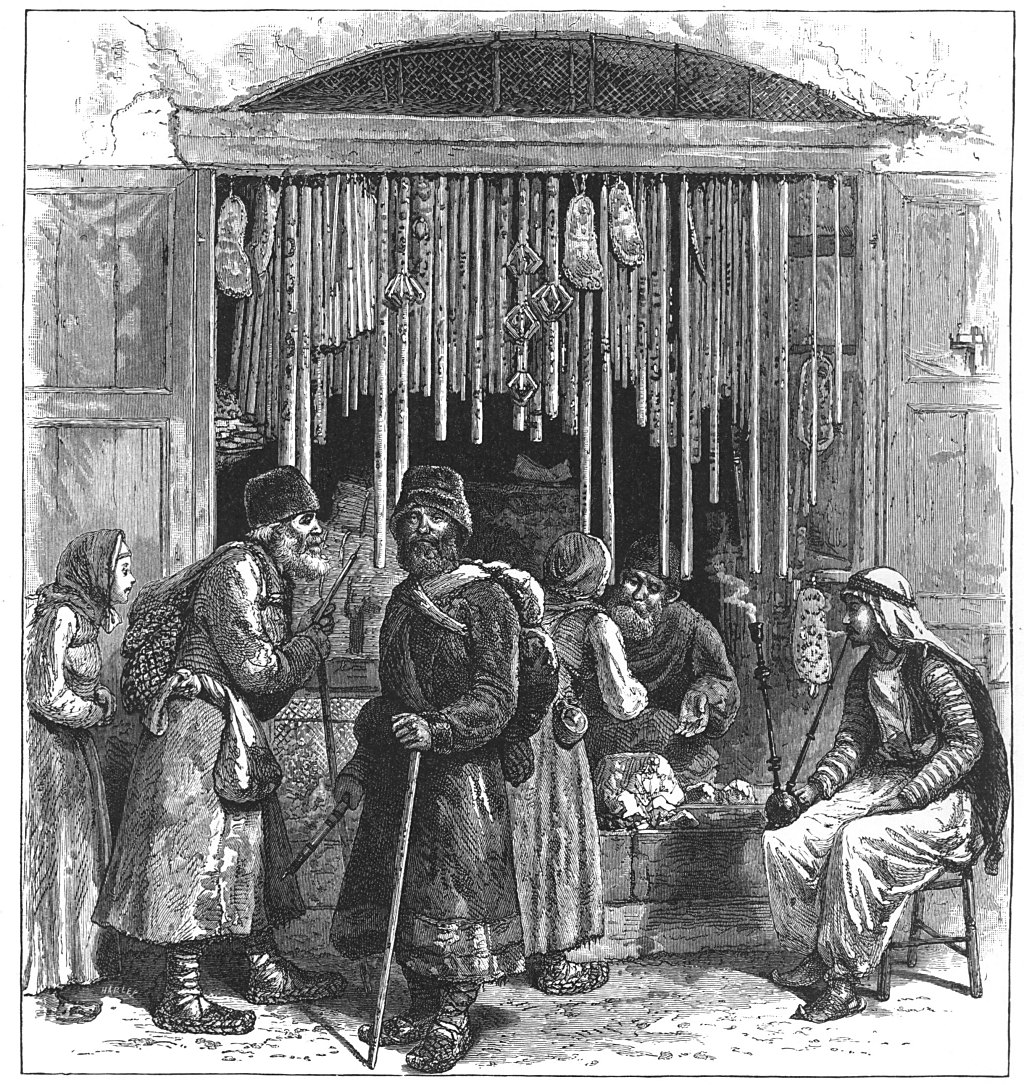
الحجاج الروس يشترون الشموع
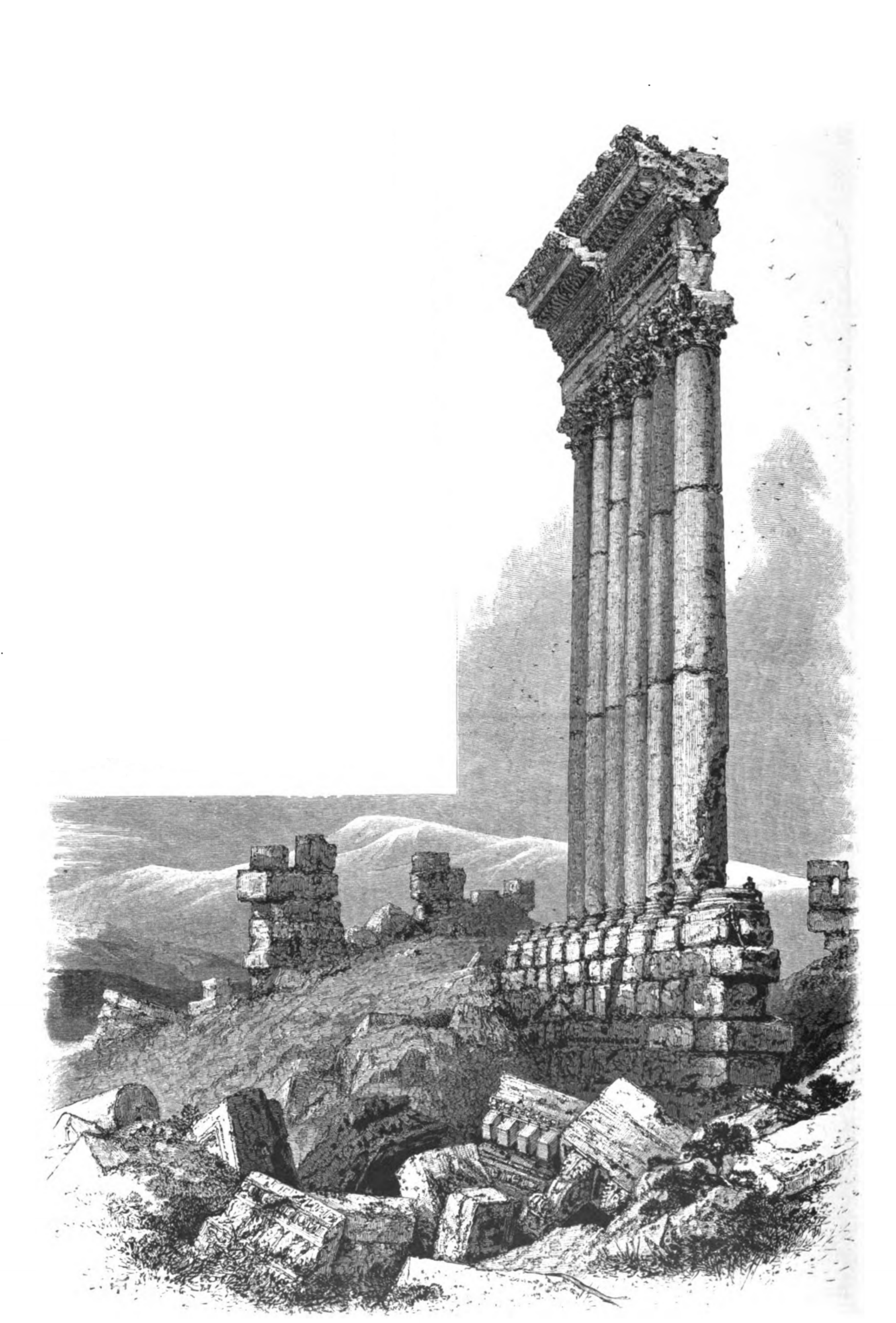
الأعمدة الستة للمعبد الكبير، بعلبك
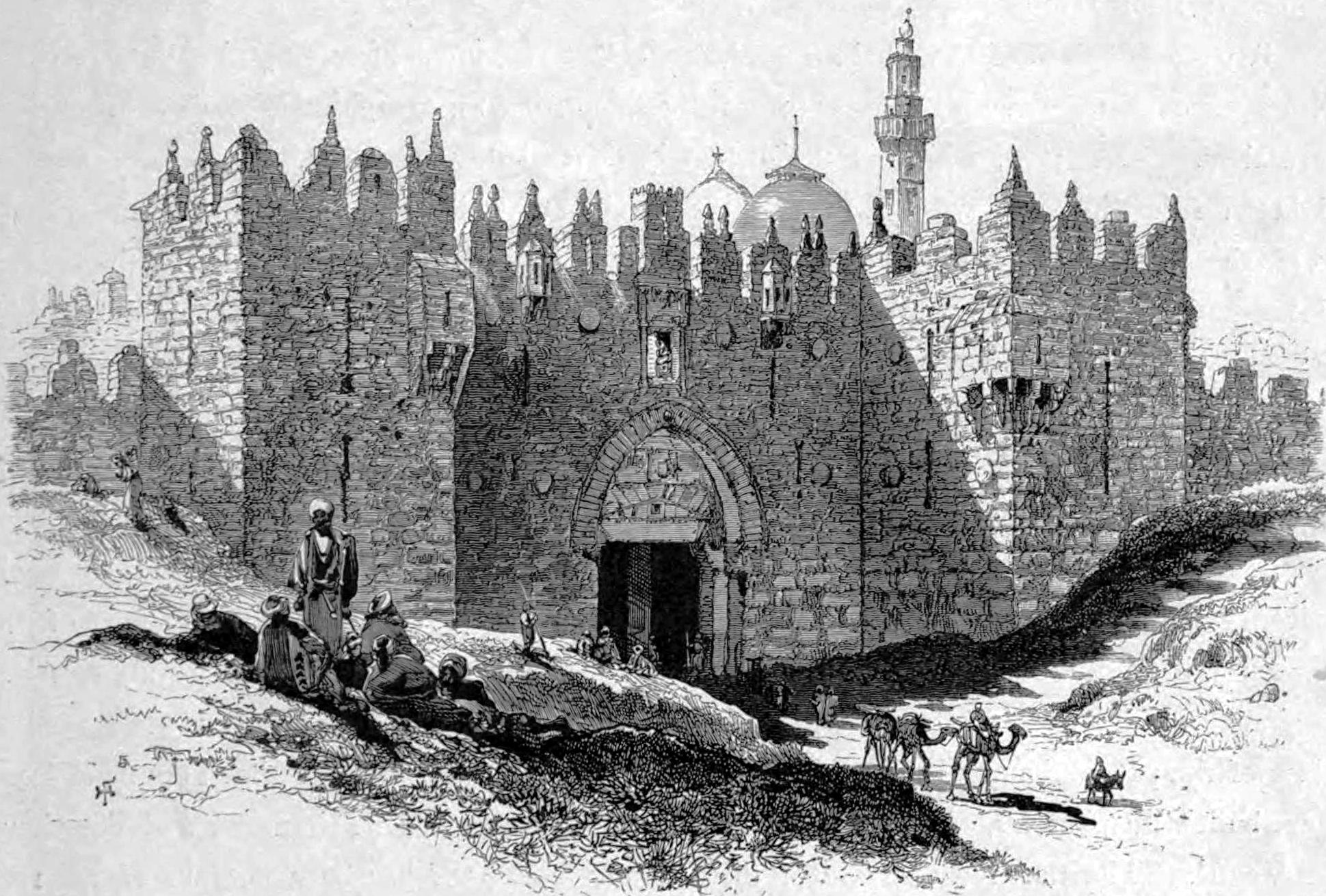
باب العامود، المدخل الشمالي للقدس
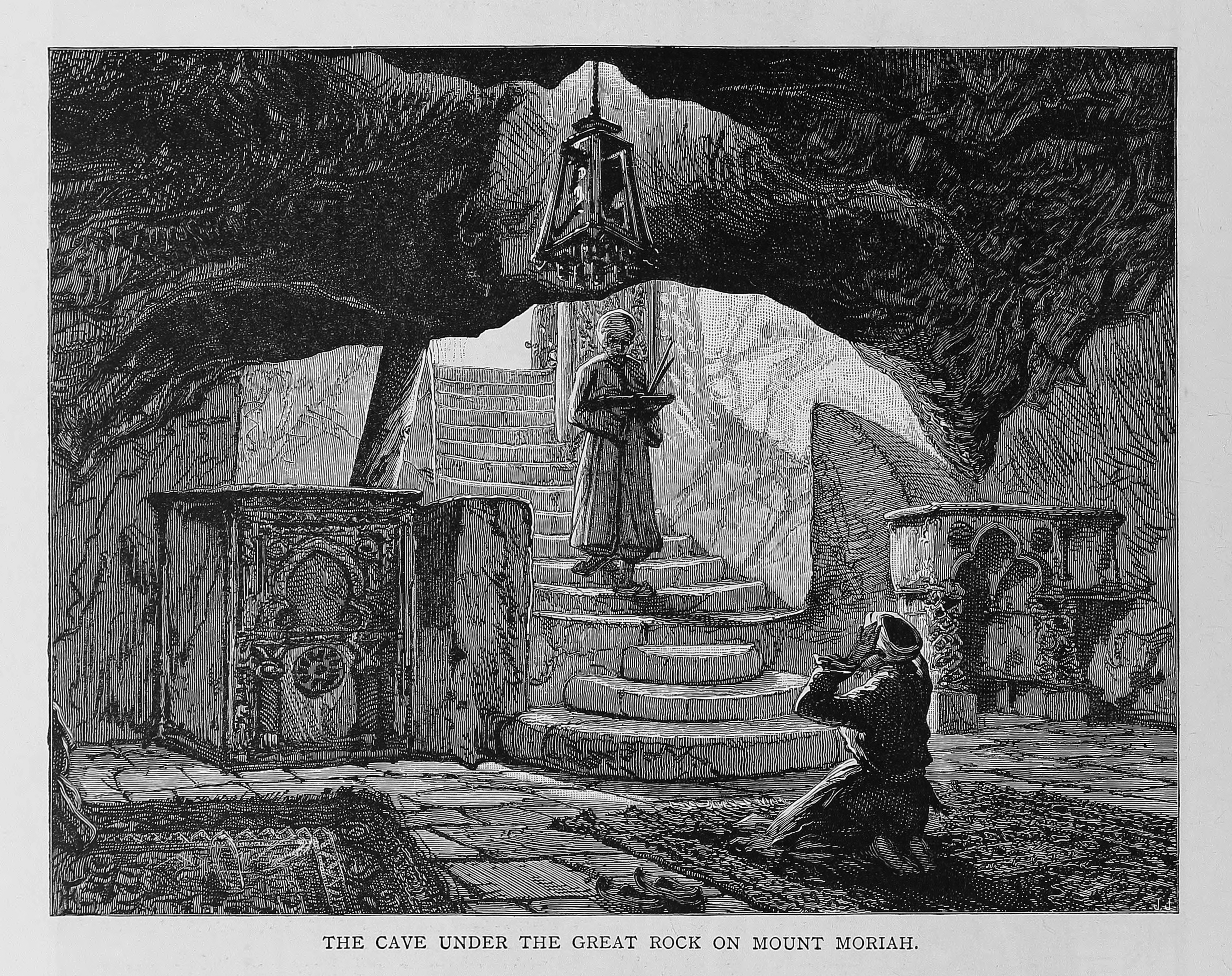
الجزء الداخلي من قبة الصخرة

### الفهرس
- Ebers، Georg؛ Guthe، Hermann Stuttgart (1884)، Palästina in Bild und Wort. Nebst der Sinaihalbinsel und Dem Lande Gosen [Palestine in Picture and Word. Also the Sinai Peninsula and the Land of Goshen]، Leipzig: Deutsche Verlags. باللغة الألمانية
- Guérin، Victor (1882)، La Terre Sainte, Vol. I: Son Histoire, Ses Souvenirs, Ses Sites, Ses Monuments [The Holy Land: Its History, Its Records, Its Sites, Its Monuments]، Paris: E. Plon & Co.، مؤرشف من الأصل في 2023-04-24 باللغة الفرنسية
- Guérin، Victor (1884)، La Terre Sainte, Vol. II: Liban, Phénicie, Palestine Occidentale et Méridionale, Pétra, Sinaï, Égypte [Lebanon, Phoenicia, Western and Southern Palestine, Petra, Sinai, Egypt]، Paris: E. Plon, Nourrit, & Co.، مؤرشف من الأصل في 2023-07-11 باللغة الفرنسية
- Lane-Poole، Stanley (1884)، Social Life in Egypt: A Description of the Country and its People with Illustrations on Steel and Wood، London: J.S. Virtue & Co.
- Ackerman، Gerald M. (1994)، "John Douglas Woodward"، American Orientalists، Paris: Mame for ACR، ص. 258–265، ISBN:2-86770-078-7، مؤرشف من الأصل في 2023-04-24.
- Khatib، Hisham (2003)، Palestine and Egypt under the Ottomans: Paintings, Books, Photographs, Maps, and Manuscripts، London: Tauris Parke Books، ISBN:1-86064-888-6، مؤرشف من الأصل في 2023-04-19.
- Moscrop، John James (2000)، Measuring Jerusalem: The Palestine Exploration Fund and British Interests in the Holy Land، London: Cromwell Press for Leicester University Press، ISBN:0-7185-0220-5، مؤرشف من الأصل في 2023-04-24.
- Wharton، Annabel Jane (2006)، Selling Jerusalem: Relics, Replicas, Theme Parks، Chicago: University of Chicago Press، ISBN:0-226-89422-3، مؤرشف من الأصل في 2023-04-24.
- Rainey, Sue, "Illustration 'Urgently Required': The Picturesque Palestine Project, 1878–83 ", An Annual of American cultural Studies 30 (2005): 181–260

## روابط خارجية
- مسح رقمي للكتاب في مكتبة نيويورك العامة